# Козацьке джерело
Коза́цьке джерело́ — гідрологічна пам'ятка природи місцевого значення в Україні. Об'єкт розташований на території Бериславського району Херсонської області, в смт Козацьке. 

## Історія
Створено згідно з рішенням облвиконкому від 19.08.1983 року № 441/16. Охоронне зобов'язання від 01.07.1986 року.
«Козацьке джерело» розташоване на терасі Дніпра, під маєтком князя П. Трубецького. Вихід джерела, художньо оформлений ще за часів Трубецького, має вигляд водоспаду. Вапнякові брили, якими стікає вода, густо покриті мохами з родин амблістегієві та брахітецієві. 
Джерело переходить у досить повноводний рівчак. Його береги порослі веронікою джерельною (Veronica becabunga), кугою сизою (Schoenoplectus tabernaemontanii), очеретом звичайний (Phragmites australis), потічником прямий (Berula erecta) тощо.

## Палац Требецького
Палац князя П. Трубецького — одна з небагатьох досить збережених дворянських садиб Херсонщини. Побудований палац у стилі французького ренесансу на високому березі Дніпра. Парадний вхід з кам'яними воротами і вежею звернений до річки. Підпірні стіни з аркбутанами підтримують загальний стиль оборонної архітектури. Один з флігелів виконаний в стилі псевдоготики. Комплекс розташований на території великого, але занедбаного парку. Більшість споруд перебуває в руїнах. На даний час палац перебуває у власності виноробного господарства ВАТ «Князя Трубецького», яким планується реставрація об'єкту.